# Джей Барушель
Джонатан Адам Саундерс «Джей» Барушель (англ. Jonathan Adam Saunders "Jay" Baruchel; 9 квітня 1982, Оттава, Канада) — канадський актор, сценарист та музикант.

## Біографія
Народився в родині продавця антикваріату та журналістки. Дідусь по батьківській лінії був сефардським євреєм. Серед предків Барушеля були також вихідці з Франції, Німеччини та Ірландії. Дитинство провів у Монреалі. Під час навчання у школі вирішив стати актором.
Починаючи з 1995 року зіграв декілька епізодичних ролей у телесеріалі «Чи боїшся ти темряви?», «Моє рідне місто» та «Найгірша відьма». У 1997—1998 вів телепередачу «Популярна механіка для дітей». Для актора справжнім проривом стала роль у фільмі «Крихітка на мільйон доларів», де він грав з такими кінозірками як Морган Фрімен та Клінт Іствуд.
У 2007 році отримав премію  U.S. Comedy Arts Festival за виконання головної ролі у фільмі «Мене звуть Рід Фіш». У 2011 році отримав премію «Енні» за озвучування Гикавки у мультфільмі «Як приборкати дракона»

## Фільмографія
- 1995—2000 — Чи боїшся ти темряви? — Джо, Алекс, Росс Дойл, Джейсон Майдс
- 1998 — Найгірша відьма — Білл
- 1999 — Хто отримає дім? — Джонатан
- 2000 — Майже знамениті — Вік Моноз
- 2003 — Гра відплати — Джеремі Каррен
- 2004 — Крихітка на мільйон доларів — Небезпечний
- 2006 — Мене звуть Рід Фіш — Рід Фіш
- 2007 — Трошки вагітна — Джей
- 2008 — Реальний час — Енді Хейс
- 2008 — Грім у тропіках — Кевін Сандаскі
- 2008 — Будь моїм хлопцем на 5 хвилин — Тел
- 2009 — Фанати — Віндоус
- 2009 — Ніч у музеї 2 — моряк Джой
- 2009 — Троцький — Леон Бронштейн
- 2010 — Надто крута для тебе — Кірк
- 2010 — Учень чаклуна — Дейв Статлер
- 2010 — Як приборкати дракона — Гикавка (озвучування)
- 2010 — Легенда про Кістяного дракона — Гикавка (озвучування)
- 2011 — Книга драконів — Гикавка (озвучування)
- 2011 — Подарунок Нічної Люті — Гикавка (озвучування)
- 2011 — Вибивала — Пет
- 2012 — Космополіс — Шнайпер
- 2012 — Дракони — Гикавка (озвучування)
- 2013 — Кінець світу — у ролі самого себе
- 2013 — Мистецтво крадіжки — Френсі Тобін
- 2014 — Робокоп — Том Поуп
- 2014 — Як приборкати дракона 2 — Гикавка (озвучування)
- 2014 — Дракони: Перегони безстрашних — Гикавка (озвучування)
- 2015 — Чоловік шукає жінку — Джош Грінберг
- 2017 — Вибивала 2 — Пет
- 2019 — Як приборкати дракона 3 — Гикавка (озвучування)
- 2019 — Доброта незнайомців — Джон Петер
- 2019 — Як приборкати дракона: Повернення додому (телефільм) — Гикавка (озвучення)
- 2019—2021 — Родина Муді (мінісеріал) — Шон Муді молодший
- 2023 — BlackBerry — Майк Лазарідіс
- 2023 — ФУБАР — Картер (8 епізодів)